# Schweizerische Wagons- und Aufzügefabrik AG Schlieren-Zürich

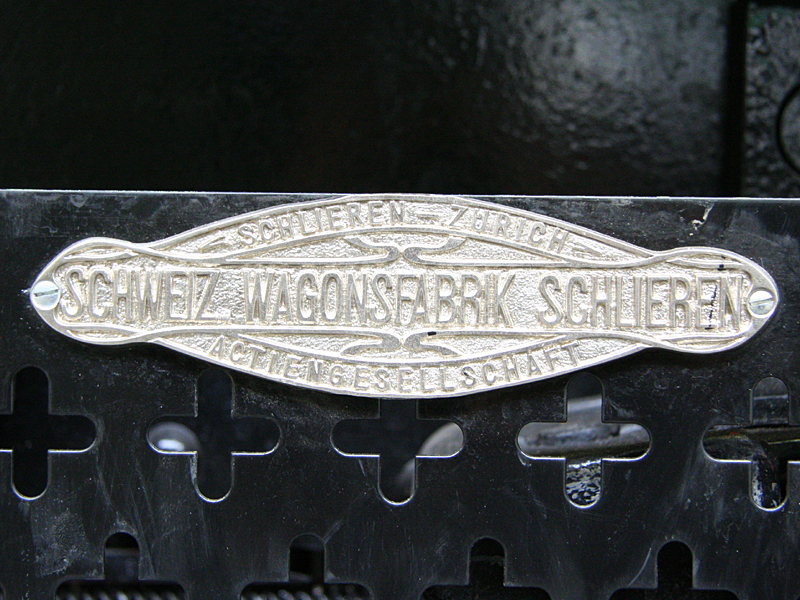
Plakette am LSB Ce 2/2 2 Lisbethli aus dem Jahr 1900 des (Tram-Museum Zürich)

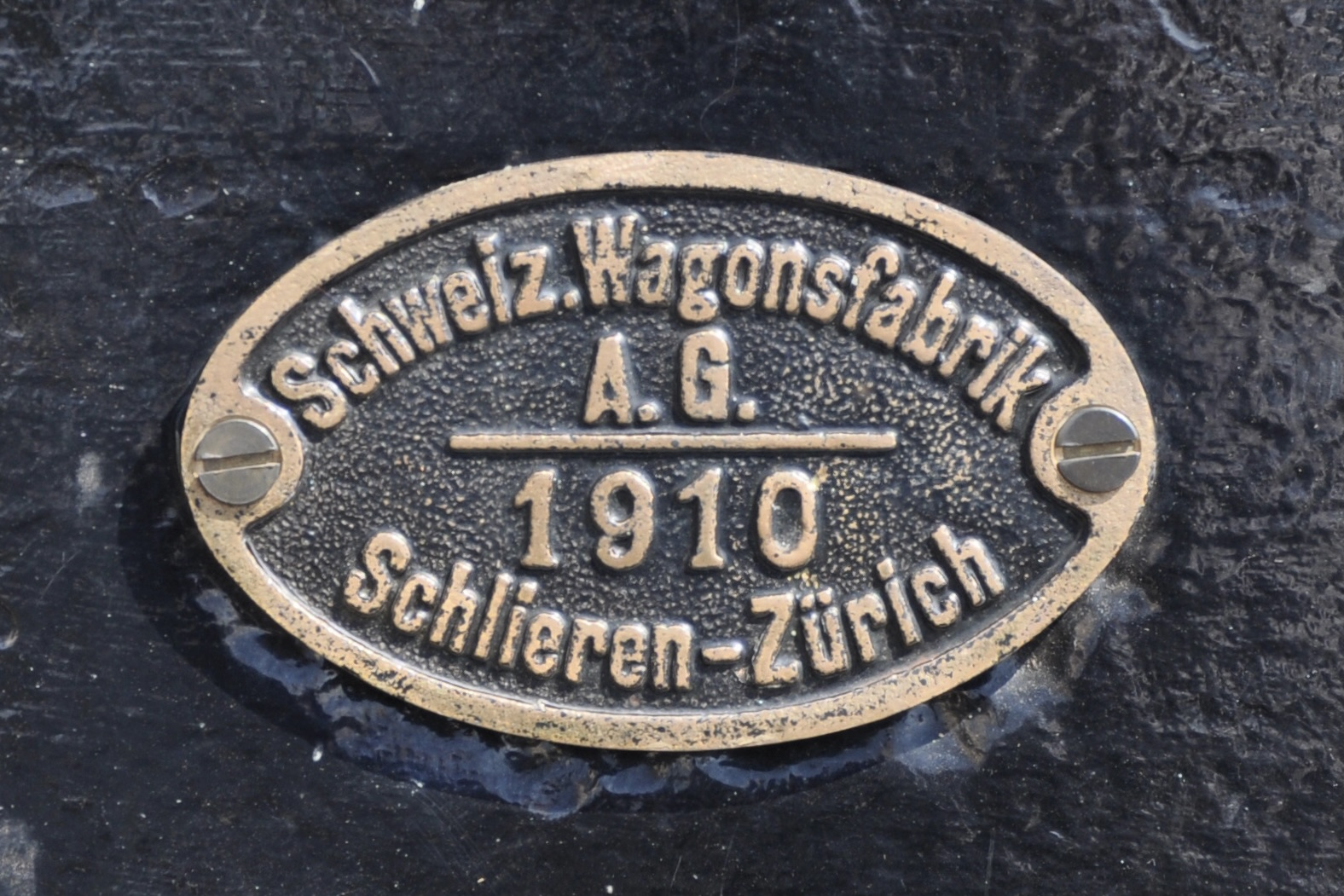
Fabrikschild aus dem Jahre 1910

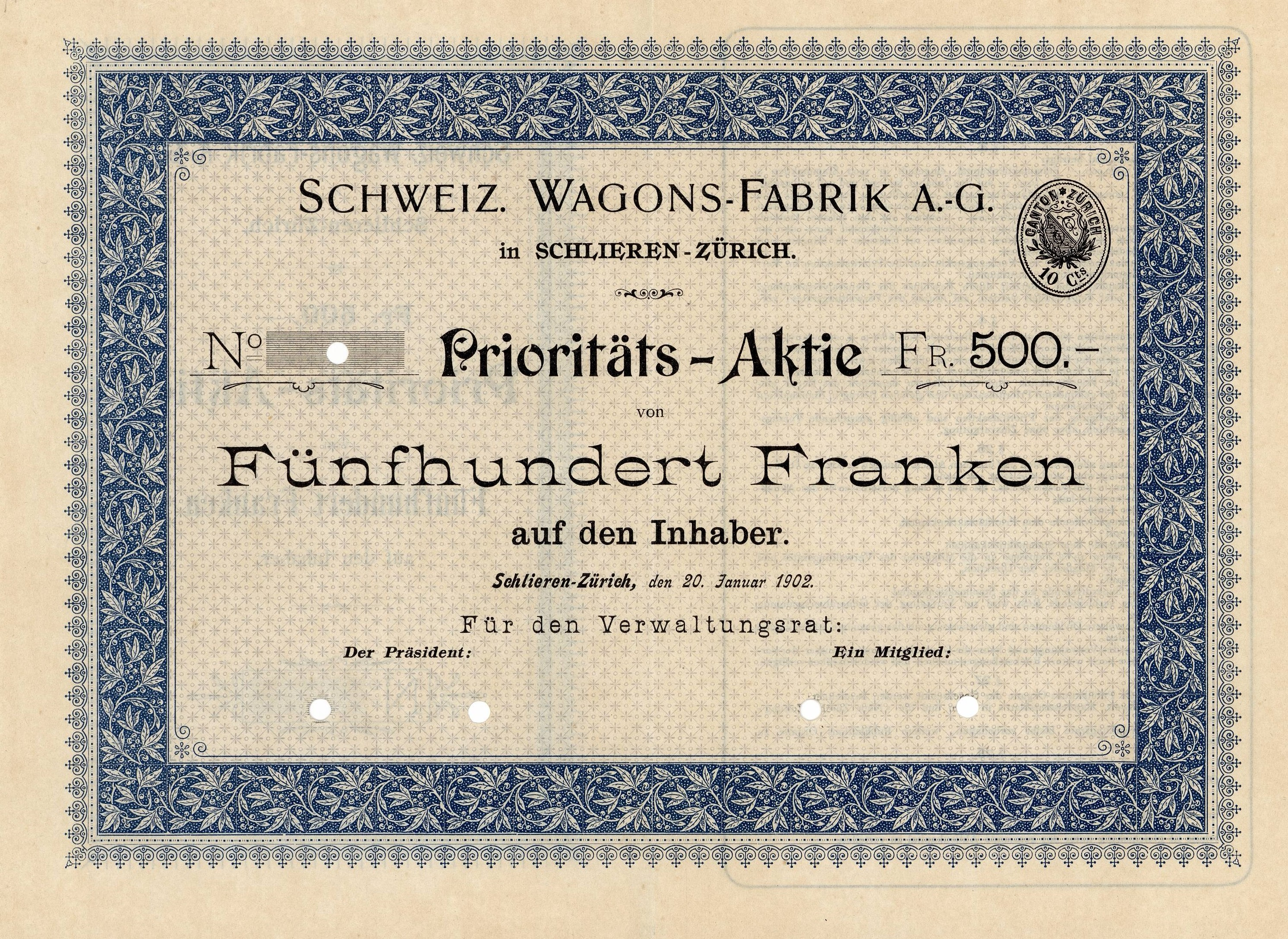
Prioritäts-Aktie über 500 Franken der Schweiz. Wagons-Fabrik AG vom 20. Januar 1902

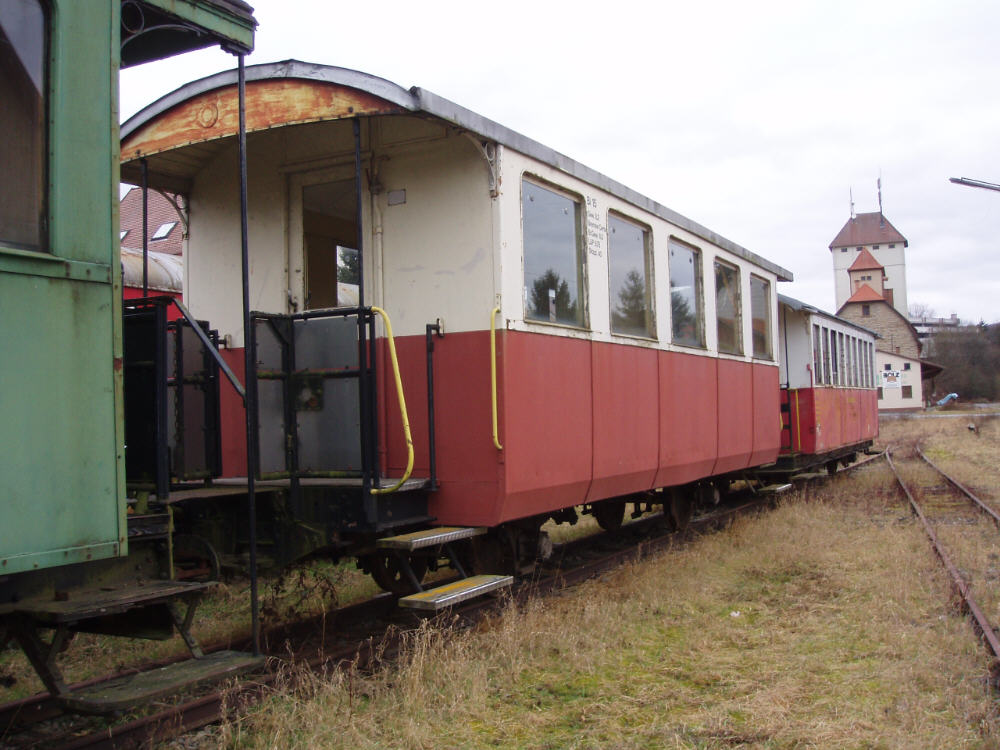
Ein 1920 für die Elektrischen Strassenbahnen im Kanton Zug gebauter Wagen

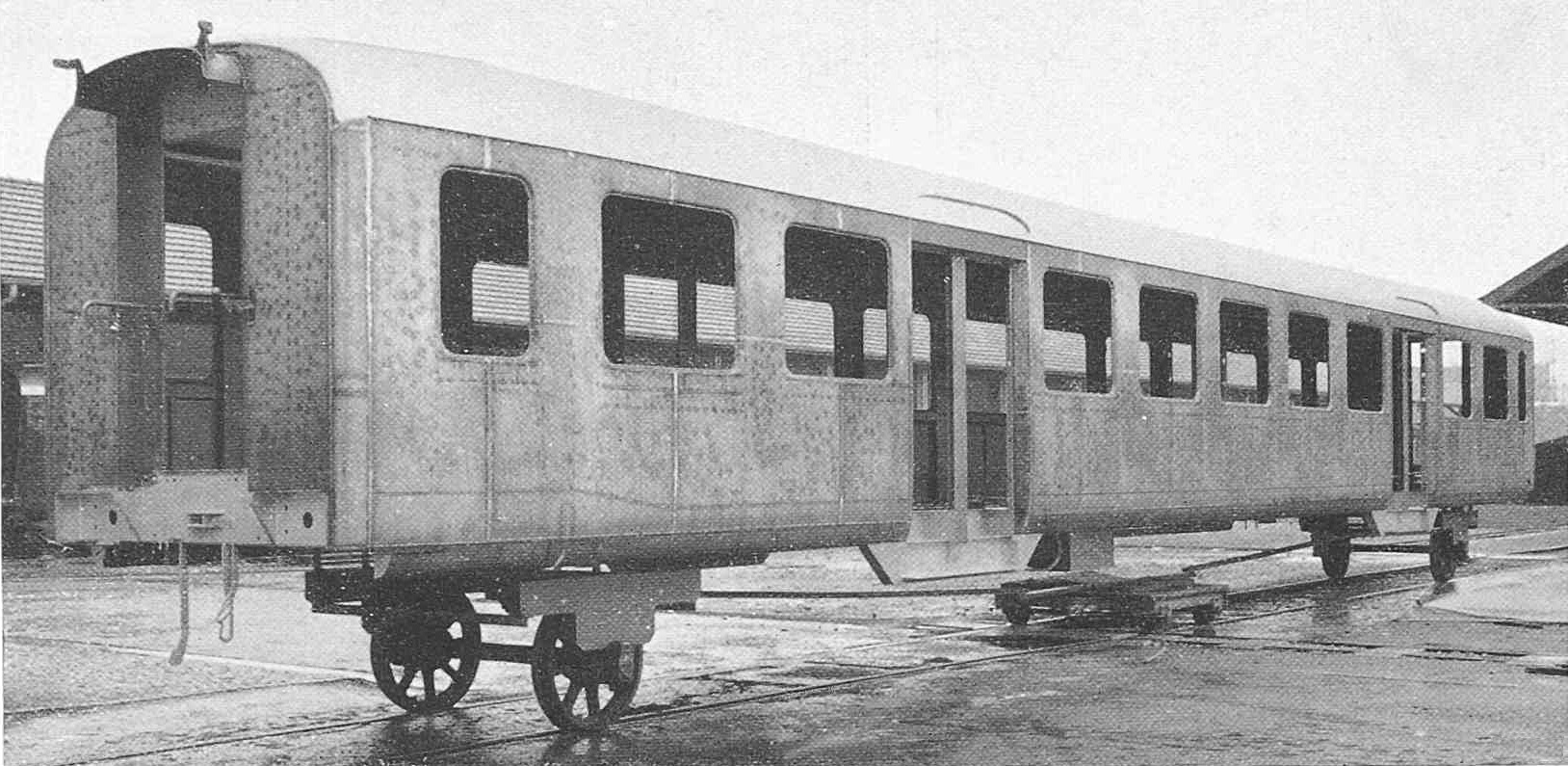
Rohbau eines Wagenkastens in Stahlleichtbauweise

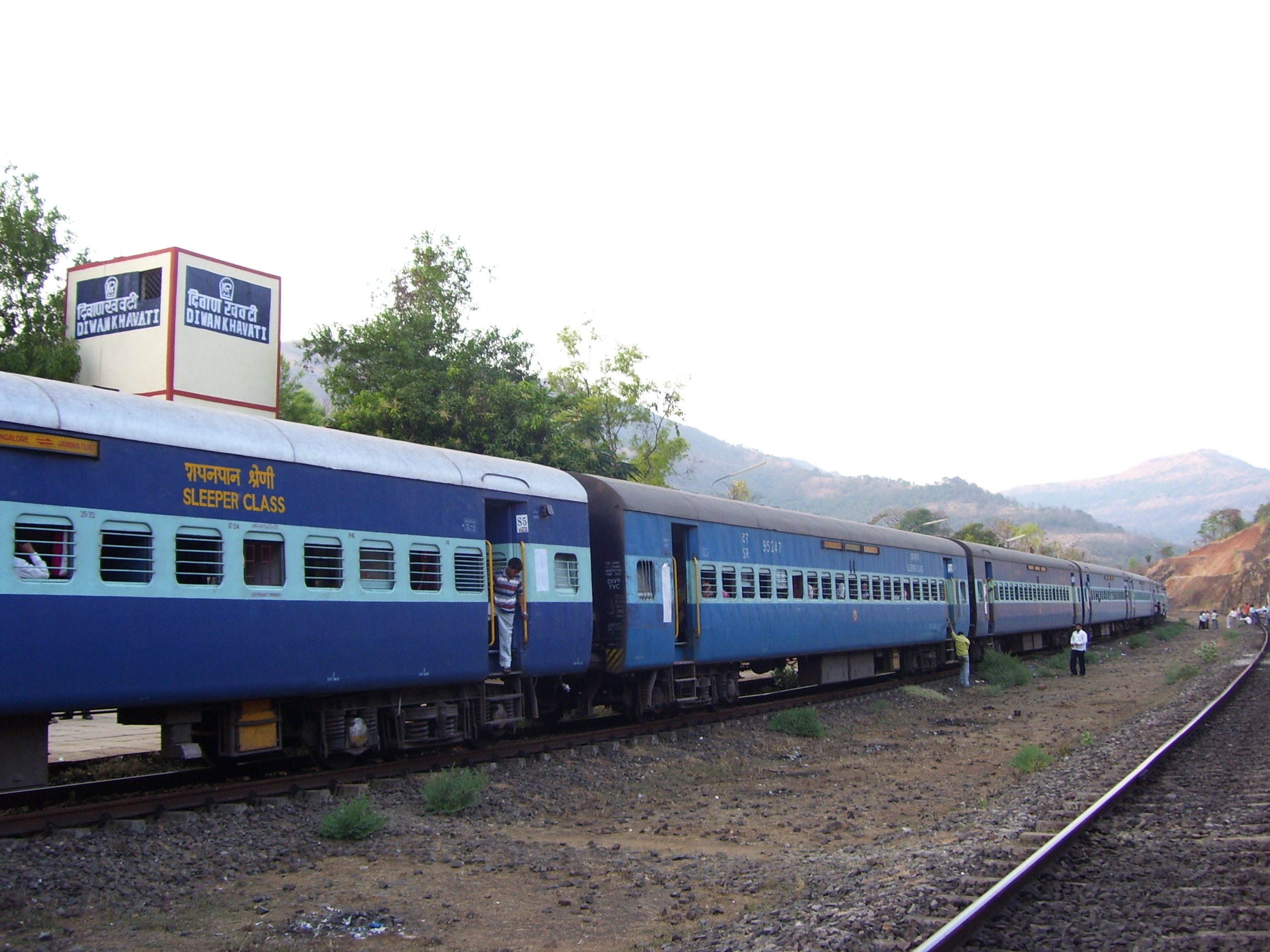
Indische Reisezugwagen, die auf den Technologietransfer von Schlieren zurückgehen

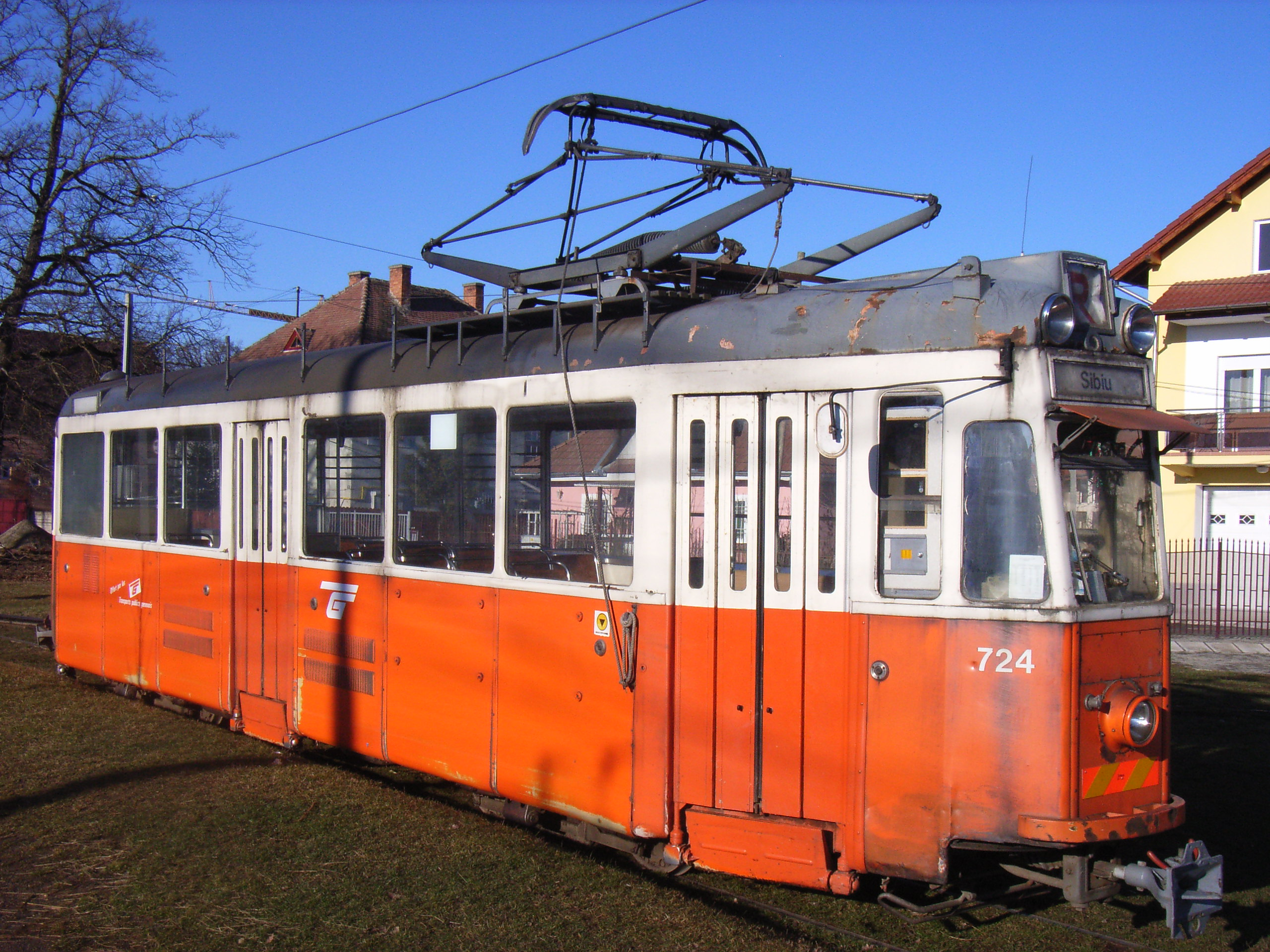
Von Schlieren entwickelter Schweizer Standardwagen für Straßenbahnen

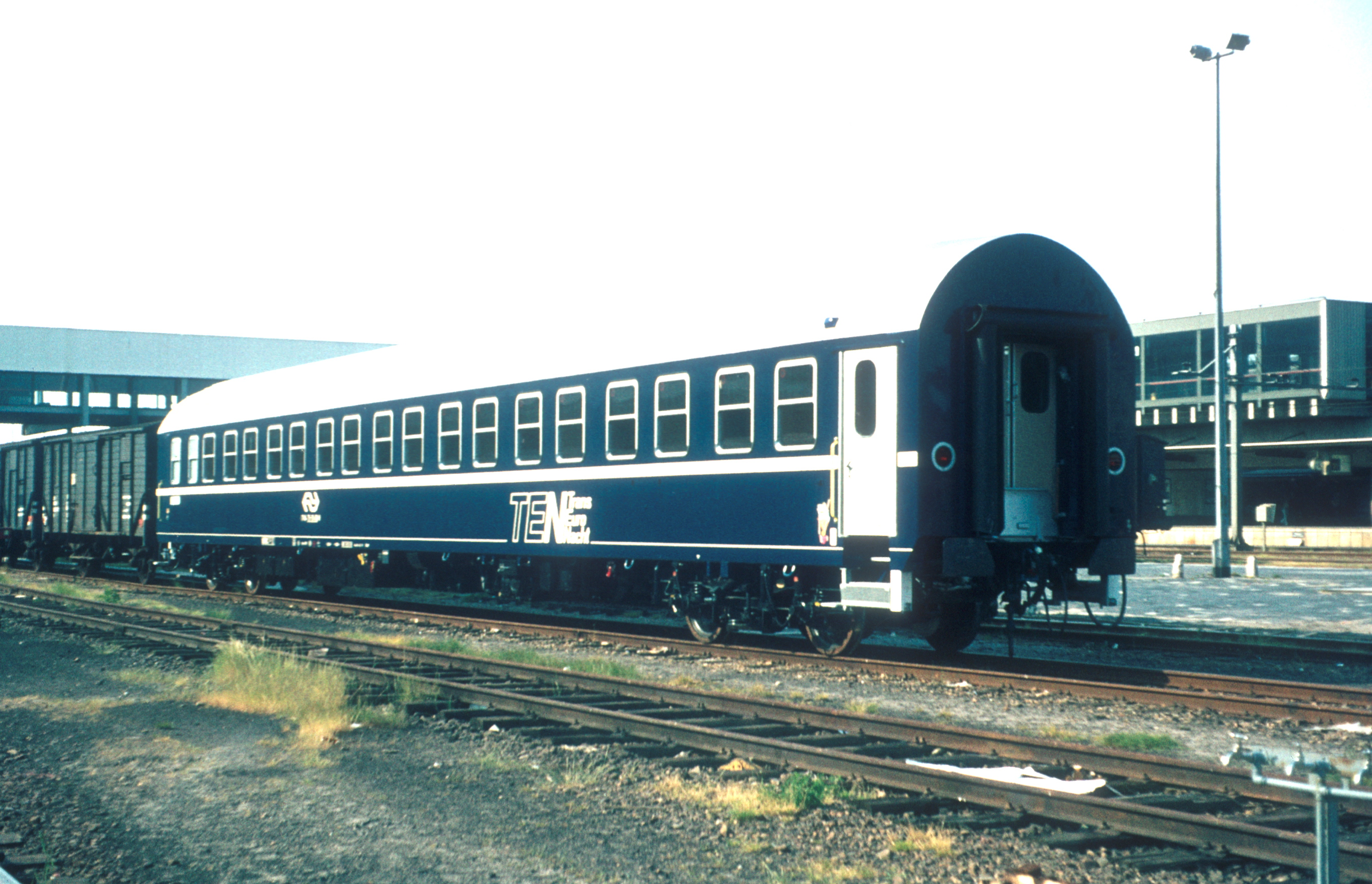
In den 1970er-Jahren gebauter Schlafwagen für den internationalen Verkehr in Europa

Die Schweizerische Wagons- und Aufzügefabrik AG, Schlieren-Zürich (SWS, lokal- und umgangssprachlich «Wagi») war ein Schweizer Hersteller von Schienenfahrzeugen und Aufzugsanlagen mit Sitz in Schlieren im Kanton Zürich.

## Geschichte

### Vorgeschichte und Gründung
Nachdem der 1822 im aargauischen Riniken geborene Johann Caspar Geissberger nach seiner Lehre zum Huf- und Wagenschmied, seine Wanderjahre unter anderem in Deutschland und Frankreich verbracht hatte, begann er 1850 in Zürich bei der Stadelhofer Schmiede des 1842 verstorbenen Gabriel Vogel zu arbeiten. 1858 machte er sich mit seinem Einzelunternehmen «J. C. Geissberger, Wagenfabrikant» an der Seefeldstrasse in Riesbach selbständig; bereits 1870 konnte er an der Wiesenstrasse 6–12 seine neue Wagenfabrik beziehen, für deren Bau er Bruchsteine des ersten Zürcher Bahnhofs von 1847 verwendet hatte. Im väterlichen Betrieb wurden auch die Söhne ausgebildet, Caspar (1857–1929) als Sattler, Robert (1860–1945) als Wagner; beiden erteilte Vater Johann 1890 Einzelprokura.
Die Stadt war mittlerweile gewachsen, Riesbach wurde 1893 eingemeindet, und Platz für den Ausbau der Wagenfabrik war rar. Hingegen war im selben Jahr das Konzessionsgesuch für die Limmattal-Strassenbahn eingereicht worden, und in Schlieren war günstiges Bauland mit Bahnanschluss für Industriebetriebe verfügbar, wohin 1898 schliesslich auch das städtische Gaswerk verlegt werden würde. 1895 beantragte Geissberger beim Schlieremer Gemeinderat den Kauf von 40'000 Quadratmetern Land südöstlich des Bahnhofs, für den Neubau eines zeitgemässen Fertigungsbetriebs für Wagen und Waggons. Nach Abschluss des Kaufvertrags im Mai 1895 wurde bereits mit dem Bau von Lagern und Werkstätten begonnen, die unter anderem Sägerei, Schreinerei, Schmiede, Schlosserei und Sattlerei umfassten, und ab März 1896 schrittweise in Betrieb genommen wurden.
Aufgrund der grossen Investitionen wurde das bisherige Einzelunternehmen im Oktober 1896 in die Kommanditgesellschaft «Geissberger & Cie.» umgewandelt. Diese Kommanditgesellschaft wurde bereits Ende 1899 wieder aufgelöst und durch eine neue Aktiengesellschaft ersetzt, die «Schweizerische Wagen- und Waggonfabrik A.G.», welche im Handelsregister den Zusatz ehemals Geissberger & Cie. führte – weniger formell wurden auch die Bezeichnungen Wagen- und Wagonsfabrik Geissberger respektive Kombinationen davon verwendet. Hauptaktionäre waren Johann Caspar Geissberger (zugleich Generaldirektor), Söhne Caspar und Robert (zugleich technische Direktoren), Schwiegersohn E. Guhl-Geissberger (zugleich kaufmännischer Direktor), sowie drei weitere Kapitalgeber.
Innerhalb des jungen Unternehmens kam es bereits 1900 zu Differenzen: der grössere Wagenbau lag praktisch brach, da der Absatz von Kutschen stockte, während der kleinere Waggonbau mit dem Herstellung von Tramwagen kaum nachkam. Auch boykottierten Wagner die Wagenfabrik und verweigerten die Abnahme der in grossen Stückzahlen für den Weiterverkauf hergestellten Wagenräder. Mit 79 Jahren zog sich J.C. Geissberger 1901 aus dem operativen Geschäft und dem Verwaltungsrat zurück. Das Unternehmen wurde im November 1901 de facto aufgetrennt, indem die Söhne aus der Direktion der «Wagi» austraten, die Abteilung Luxus- und Geschäftswagenbau samt Domizil an der Wiesenstrasse zurückkauften, und fortan als Einzelunternehmen «C. & R. Geissberger, Wagenfabrik» tätig waren. Das Unternehmen, welches nur die abgespaltene Wagi umfasste, wechselte das Domizil und wurde in «Schweizerische Wagons-Fabrik A.G. in Schlieren-Zürich» umbenannt, woraus sich die weniger formelle Bezeichnung Schweizerische Wagonsfabrik Schlieren (SWS) herleitet.

### Produktion während der Blütejahre
Mit dem Rückzug der Familie Geissberger und dem Ausstieg aus dem Wagenbau übernahm Josef Koch die Leitung des Unternehmens 1901, dem er bis 1942 als Direktor vorstand. Unter seiner Leitung wurde umgehend der Bau der Montagehallen I und II in die Wege geleitet.
1903 bestellten die neugegründeten Schweizerischen Bundesbahnen (SBB) bei SWS Personenwagen, 1906 verliess bereits der 1000. Eisenbahnwagen das Werk und 1909 wurde der 2000. Wagen an die SBB abgeliefert. Damals wurden auch Strassenbahn-Fahrzeuge, teilweise zusammen mit der Maschinenfabrik Oerlikon, hergestellt. Darunter beispielsweise der weit verbreitete Schweizer Standardwagen. 1923 wurde in Zusammenarbeit mit BBC zwei Lokomotiven der Klasse 1020 nach Japan geliefert – eine Seltenheit, denn die Fabrik war kaum im Lokomotivbau tätig. 1917 wurde das Aufzugsgeschäft der Aufzüge- und Räderfabrik Seebach AG übernommen und 1928 der Name des Unternehmens in Schweizerische Wagons- und Aufzügefabrik AG, Schlieren-Zürich geändert.
In der Zeit des 1. Weltkrieges betätige sich die SWS auch im Flugzeugbau und es entstand mit der SWS C-1 ein damals sehr modernes und aerodynamisch hervorragend ausgelegtes Flugzeug. Dieses wurde von Flugzeugkonstrukteur und Einflieger Adolf Schaedler am 7. März 1919 erfolgreich eingeflogen. Es folgen weitere Flüge, in denen er u. a. 7300 Meter Höhe erreichte. Im April 1920 wird das Flugzeug infolge einer Notlandung wegen Aussetzen des Motors ernstlich beschädigt, wegen Streichung der Militärkredite gibt er einen Monat später die SWS C-1 auf. Das Buch Diesseits der Schallmauer, Aus den Anfängen der Schweizer Aviatik. Verlag Willi Weinhold, St. Gallen 1958 schildert die damals sehr umkämpfte Entwicklung der Schweizer Militärflugzeuge aus erster Hand.
Der Auftrag einer Studie für eine Serie neuer Reisezugwagen mit vermindertem Wagengewicht gegenüber den schweren Stahlwagen, die 40 bis 45 Tonnen wogen, einer um 5 km/h höheren Kurvengeschwindigkeit bei gleich bleibendem oder verbessertem Komfort erteilte der Zugförderungs- und Werkstättendienst der SBB im Jahre 1932 an die Schweizerische Wagons- und Aufzügefabrik Schlieren. Mit dem Auftrag lag ein Grundkonzept des Obermaschineningenieurs der Schweizerischen Bundesbahnen, Walter Müller, und dessen Sektionschef für den Wagenbau, Fritz Halm, vor. Diese konnten die SWS, insbesondere den technischen Direktor Karl Füchslin und den Chefkonstrukteur Robert Müller mit ihrer Idee überzeugen. Karl Füchslin führte die statischen Berechnungen durch, eine zur damaligen Zeit aufwendige Arbeit. Robert Müller war der Konstrukteur. Es entstand der erste Leichtstahlwagen (SBB) in Schlieren.
In den ersten Nachkriegsjahren folgte ein weiterer Meilenstein. Durch einen Zusammenarbeitsvertrag zwischen den Indischen Staatsbahnen und der Konzernleitung in Schlieren, konnte 1949 unter der damaligen Leitung des Projektverantwortlichen der SWS Heinrich Saxer König ein Grossauftrag in Indien realisiert werden. Schlieren war massgebend an der Projektierung und der Umsetzung einer neuen Waggonfabrik in Perambur beteiligt. 1955 konnte die Integral Coach Factory ICF ihren Betrieb in Indien aufnehmen. Die Indischen Staatsbahnen bestellten im Vorfeld rund 200 Reisezugwagen in Schlieren. Bereits 1951 lieferte die SWS einen Spezial-Tiefladewagen mit rund 130 Tonnen Tragkraft an die Indischen Staatsbahnen.
1952 brachte Schlieren den Variotron-Antrieb für Aufzüge auf den Markt. Es handelte sich um den ersten elektronisch regulierten Aufzug der Welt. Dieses System beschleunigte und verzögerte den Lauf des Aufzugs stufenlos und kontrollierte die Geschwindigkeit nach einem genau vorgeschriebenen Programm.
In die Jahre 1957 bis 1958 fallen zwei gewichtige Ereignisse. 1957 lieferte Schlieren erstmals die Monotron-Aufzugssteuerung. Monotron kann als ein Markstein des Aufzugbaus betrachtet werden. Gleichzeitig handelte es sich um einen ersten Erfolg gemeinsamer Forschung von Schindler und Schlieren. Noch auf Basis der Variotron-Steuerung lieferte Schlieren 1958 einen Personen-Schnellaufzug für das Atomium in Brüssel, das anlässlich der Weltausstellung Expo 58 gebaut wurde. Es war der damals schnellste Aufzug der Welt mit einer Geschwindigkeit von (5 m/s).

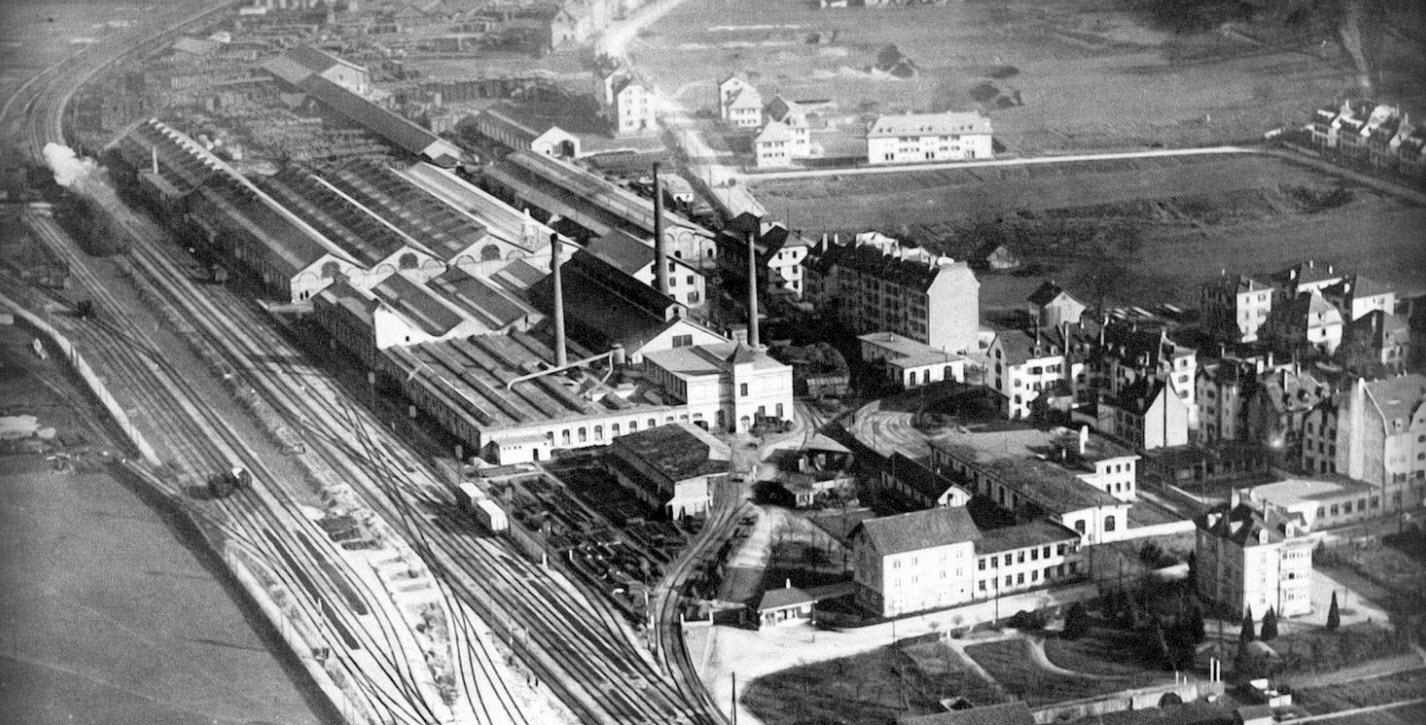
Wagi-Areal um 1925
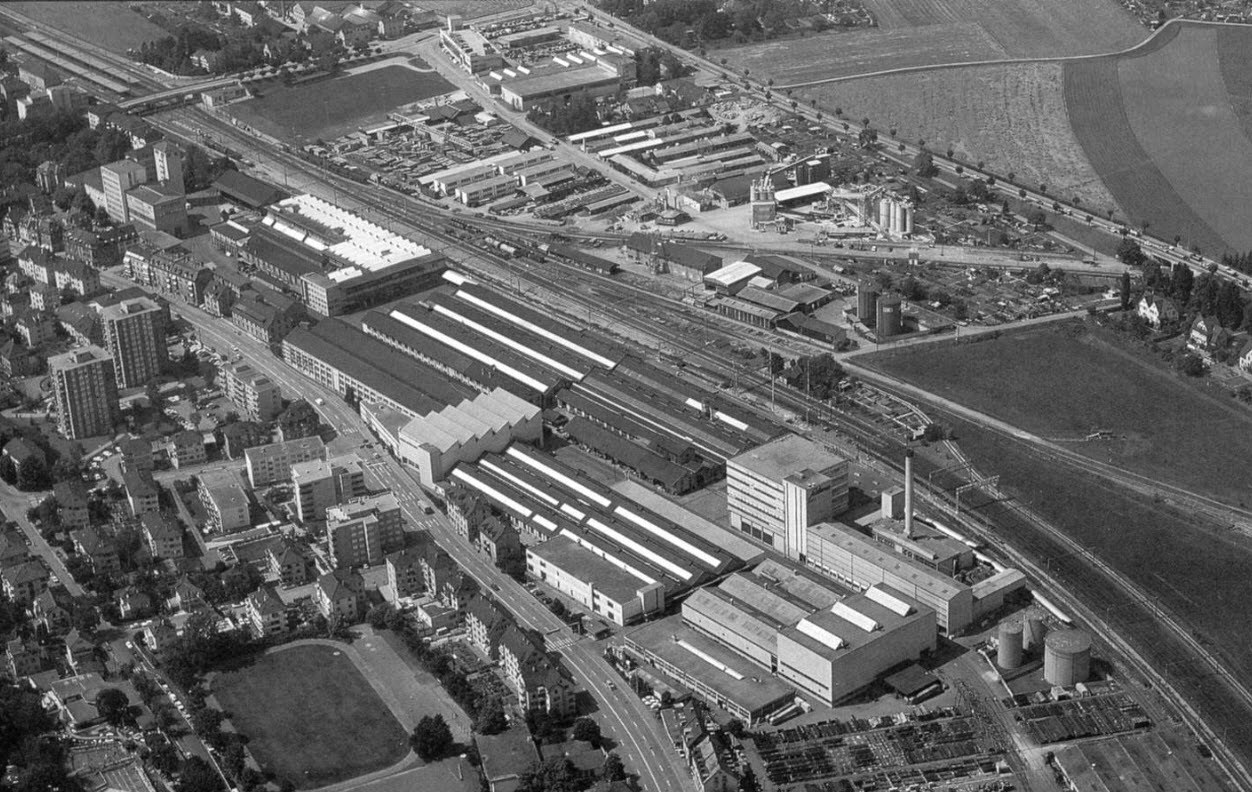
Wagi-Areal um 1970

### Übernahme durch Schindler
1956 wurde bekannt, dass die Pars Finanz AG – der damalige Mutterkonzern der im Aufzugbau und Wagonsbau tätigen Schindler-Gruppe – 30 % des Aktienkapitals aufgekauft hatte. An der Versammlung wurde ebenfalls beschlossen, die bisherigen Inhaberaktien in Namensaktien umzuwandeln. Das Aktienkapital wurde neu von 6 Millionen Schweizer Franken auf 7,5 Millionen Schweizer Franken erhöht. Die «Wagi» wurde 1960 komplett übernommen und als Konzerngesellschaft in den Schindler-Konzern integriert. Als 1980/1981 der schweizerische Schienenfahrzeugbau umstrukturiert wurde, spezialisierte sich die SWS auf Komponentenfertigung sowie Umbauten und Revisionen, im Aufzugsbau auf Normtüren und -kabinen.

### Schliessung der SWS
Der Verwaltungsrat der Schindler Holding teilte am 16. Mai 1983 der Belegschaft der SWS den Beschluss mit, die Wagi aus wirtschaftlichen Gründen innert zwei Jahren zu schliessen und das Areal zu verkaufen. Trotz lautstarkem Protest der betroffenen 740 Arbeitnehmer und breiter Unterstützung durch Bevölkerung und Politik konnte der Schliessungsentscheid nicht abgewendet werden. Hingegen setzte der Boykott von Kanton und Stadt Zürich den Konzern so weit unter Druck, dass die Konzernleitung im Juli 1983 einwilligte an der «Arbeitsgruppe Offene Planung SWS» teilzunehmen, und sich aktiv um die Erhaltung respektive Ansiedelung industriell-gewerblicher Arbeitsplätze auf dem rund 126'000 Quadratmeter grossen Areal zu bemühen. Ende 1984 konnten sich Schindler, die Gemeinde Schlieren und der Kanton Zürich auf den Verkauf an sieben Parteien einigen, womit auch die Sistierung diverser Aufträge wieder aufgehoben wurde. Die Gemeinde Schlieren genehmigte die Neuparzellierung des Areals, dessen Erschliessung durch öffentliche Strassen zulasten Schindler zu erstellen war; dies betraf insbesondere die neu zu erstellende Wagistrasse, wie auch den Ersatzneubau der Gasometerbrücke.
Ende August 1985 erfolgte die Schliessung der «Wagi». Auf dem Werksgelände, das innert kürzester Zeit eingeebnet wurde, entstand ein grosser Neubau für eine Druckerei der Neuen Zürcher Zeitung (NZZ); in weiteren Neubauten siedelten sich insbesondere neue Kleinbetriebe an.

## Historisches Erbe
Thomas Stauber und Georges Peier sammeln seit Jahren Unterlagen wie Schemas, technische Zeichnungen, Prospekte, Mitarbeiterzeitungen sowie Gegenstände, die aus der damaligen Fabrikation der «Wagi» stammen. 2007 gründeten sie zusammen die IG Historic Schlieren, die der Vereinigung für Heimatkunde Schlieren (VHS) angegliedert ist. 2016 wurde die IG in einen Verein umgewandelt. Im September 2017 wurde das WAGI Museum Schlieren eröffnet.

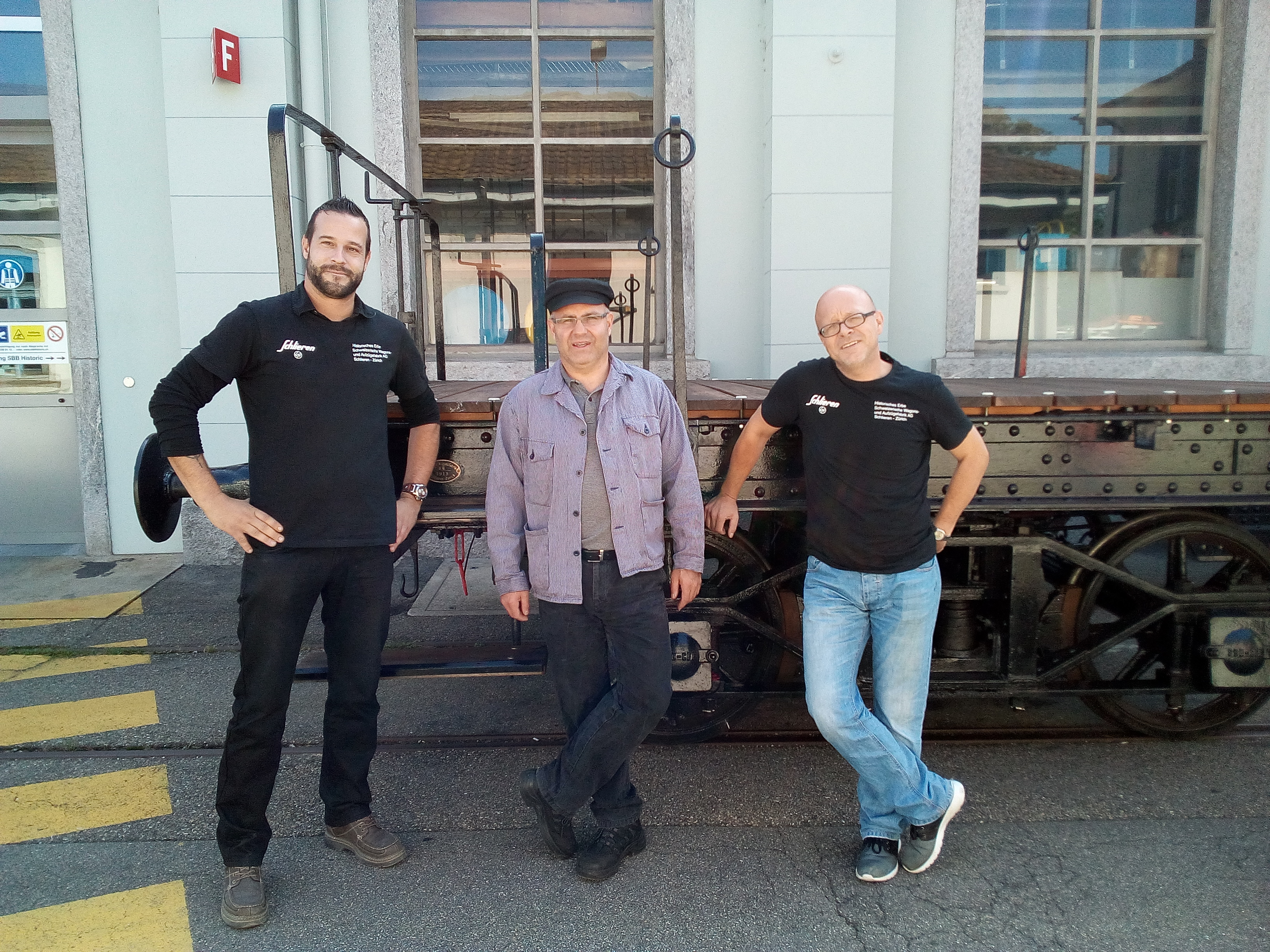
Vereinsmitglieder nach der Restaurierung eines Tiefgangwagens
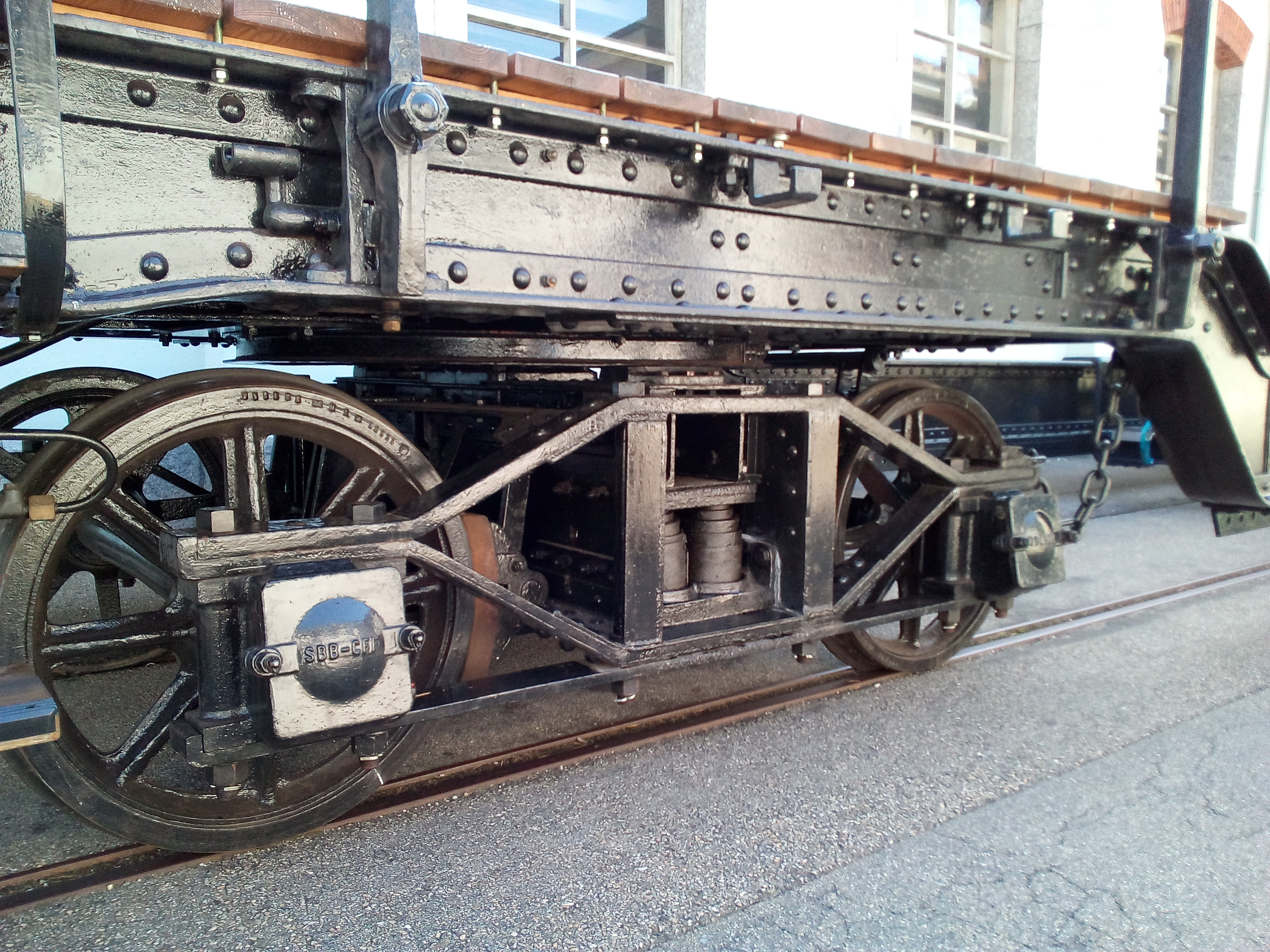
Der 1913 erbaute Tiefgangwagen der SBB im Museum